# Band On The Radio (album)
Band On The Radio er det andet studiealbum fra det danske band, The Grenadines. Det udkom på det uafhængige pladeselskab Target Records den 16. november 2018.

## Spor
1. "Fireworks" - (03:45)
2. "Brighter Days" - (03:56)
3. "The Mountains" - (03:39)
4. "High Heels" - (05:12)
5. "Rufio and the Rancor" - (03:57)
6. "Sweetest Dream" - (02:54)
7. "For You I Would Die Again" - (04:04)
8. "A Letter" - (04:20)
9. "Band on the Radio" - (06:43)
10. "Times Come in Blue" - (04:34)